# 昭王 (楚)
昭王（しょうおう）は、中国春秋時代の楚の王。姓は羋、氏は熊。諱は珍、または軫。

## 生涯
平王と伯嬴のあいだの子として生まれた。平王6年（紀元前523年）、太子建が宋に亡命すると、太子に立てられた。平王13年（紀元前516年）、平王が薨去すると、楚王として即位した。昭王元年（紀元前515年）、楚人に憎まれていた費無忌を粛清して人気を取ったが、東方の呉による連年の侵攻に悩まされるようになった。
昭王10年（紀元前506年）、柏挙の戦いで楚軍は呉軍に大敗し、呉軍が都の郢に攻め入ったので、昭王は郢を脱出して随に逃れた。楚の使臣申包胥は秦を訪れ、哀公に救援を求めたが、哀公は当初これに応じなかった。そのため、申包胥は秦の宮廷の庭で7日7晩にわたって泣き続けた。哀公はその忠誠心に感じ入り、ついに楚に援軍を出した。これにより楚は呉軍の撃退に成功し、昭王は郢に戻ることができた。帰国した昭王は異母兄の公子申（子西, (zh)）・公子結（子期, (zh)）をはじめとする近臣らと力を合わせ、楚の復興に務めた。同時に呉と対立していた越王の勾践と同盟し、勾践の娘を妻に迎えている。
昭王27年（紀元前489年）、昭王は陳を征伐する軍を起こしたが、遠征の途上で没した。死に際して昭王は、息子である幼少の公子章を退け、異母兄の公子啓（子閭, (zh)）に譲位しようとした。しかし昭王の没後、子閭は子西・子期らと謀って公子章を恵王として擁立した。
『春秋左氏伝』によると孔子は昭王について、「大道を知れり(古の聖王の道理を解する人物だ)」と大絶賛しており、この王なら国が滅亡しないのももっともである、と述べたという。